# Aufnahmegebühr
Die Aufnahmegebühr ist eine Zahlung, die für die Aufnahme als Mitglied einer Organisation oder als Teilnehmer einer Veranstaltung zu leisten ist.
Für Teilnehmer einer Veranstaltung ist der Begriff Eintritt gebräuchlicher.
Eine Form der Aufnahmegebühr war das Bürgergeld (siehe. Bürger#Mittelalter und frühe Neuzeit). Beim Eintritt in ein Orden oder ein Frauenstift musste ebenso eine solche Gebühr. entrichtet werden.
Heute werden Aufnahmegebühren teilweise beim Eintritt in einen Verein fällig. 